# 上畠寛弘
上畠 寛弘（うえはた のりひろ、1987年12月4日 - ）は、日本の政治家。神戸市会議員（2期）。

## 概要
- 甲南中学校・高等学校卒業[1]
- 慶應義塾大学総合政策学部卒業[1]
- 日本マクドナルド株式会社本社人事本部（HRコンサルティング部エンプロイーリレーションズ）に入社[2]
- 2013年4月21日、鎌倉市議会議員選挙に25歳で当選（全国最年少）
- 2017年10月22日、神戸市会議員補欠選挙に当選
- 経済港湾委員会副委員長
- 都市防災委員会委員[1]
- 神戸市中央卸売市場業務運営協議会委員
- 生活協同組合コープこうべ総代[1]
- フリーメイソンの会合に参加とTwitterで報告[3]。
- サブカルチャーを趣味としており夢喰NEONというメンズアイドルのはうきなどを推していると公言している

## 活動・主張

### 鎌倉市議として
- 鎌倉市議当選後すぐ、鎌倉市役所で40年以上しんぶん赤旗を日本共産党市議らが職員に対して売りつけていたことをパワハラだと問題提起し、その結果、鎌倉市は全国で初めて赤旗の販売を禁止することとなった[4]。
- 鎌倉市役所内で鎌倉市職員労働組合が事務所を不法占拠しているとして、質問主意書で鎌倉市長に問いただした[5]。
- 鎌倉市議会が外務省に提出した、台湾に対する人道支援求める意見書の文案作成を担当した[6]
- 中国の人権弾圧について日本政府に意見書を提出[7][8]
- 台湾（中華民国）の国際機関・国際連携への正式加盟・参加について支援を求める意見書を提出[9]
- 小規模保育施設などの周囲200メートル以内の区域においてパチンコ店などの出店を禁止する「市パチンコ店等建築規制改正条例案（鎌倉市パチンコ店等の建築等の規制に関する条例）」を提出。2015年12月15日、常任委員会にて市パチンコ店等建築規制改正条例を可決[10][11]。
- 2018年12月、鎌倉市議会で民族差別的な発言をおこなっていたとして、自治労神奈川県本部職員を務めていた在日韓国人男性から提訴された。上畠は訴状で自身によるものとして挙げられている発言のうち、「私、特に出身が出身だけに本当に怖い」について、「『出身が出身』というのは自分が大阪出身だから（やくざが怖い）という意味。男性が外国人だと分からずに発言し、不当行為はない」と述べている[12]。
- 2021年12月24日、上記訴訟について横浜地裁は一部の発言は差別的と認めたものの、議事録削除の訴えは棄却した[13]。

### 神戸市議として
- 2017年10月22日に行われた、市議の死去に伴う神戸市会議員補欠選挙において自由民主党より出馬し当選[14]。
- 神戸市の外国人生活保護費に関して神戸市役所に問い合わせた結果、受給者は2,384世帯3,389人で全保護世帯の6.9％、58億9520万円のコストがかかっていることが判明したと公表し、これを基に国に対して通知の廃止を求めると主張した[15]。神戸市で1年間で生まれた子供の数が11,565人であることにも触れ、59億円あれば現在の出産一時金40万4000円とは別に51万円の出産祝い金を出せるとも主張[16]。ただし、目前に救援が必要な外国人に対して緊急的一時的な措置は必要だともしている[17]。上畠は、日本滞在の外国籍保有者の生活支援について「自国民の援護措置は母国の責任」と主張し、市会一般質問で外国人生活保護の根拠通知の見直しへの取り組みを提言した[18]。
- 2018年7月1日、人と自然との共生ゾーン審議会委員および神戸市中央卸売市場業務運営協議会委員に就任[19]。
- 2018年8月30日、外務省へ表敬訪問し、鎌倉市議らとともに『防衛産業の振興に関する要望書』『台中市開催の「東アジアユースゲームズ」の復活を求める要望書』『中国政府に対して人権状況の改善を促し、日本政府と国会に対して必要な外交措置や人道的措置等を求める意見書』を提出[20]。
- 2019年4月7日、神戸市議選（東灘区選挙区）で当選[21]。
- 2019年5月30日、台湾のICAO総会参加や正式加盟を支援するよう日本政府に求める要望書を国土交通省の阿達雅志国土交通大臣政務官に提出[22]。
- ジャーナリストの津田大介がネット対談で、あいちトリエンナーレ2019で批判的な発言をした人物に対し「『殺す』というリストに入れている」と発言していたことに対し、「自身への批判者をリスト化し殺すリストを作り犯罪を示唆する人物」と批判[23]。この件に触れ、津田を招聘して行う予定だったシンポジウムについて、市主催の行事における公平性の担保を神戸市民文化振興財団に求めた[24]。
- 2019年5月14日に台湾を訪問した際、持参していた市政報告を日本国内の郵便料金より安い台湾から国際郵便で送る手法を自身のTwitterに投稿し、万国郵便条約違反に当たるとの指摘がインターネット上で起こった。上畠は、「大量に送るつもりはなく、リメーリング[注釈 1]に当たらないと思ったが、誤解を招かないよう発送をやめ、投稿も削除した」「そもそも台湾は（同条約を定める）万国郵便連合に加盟していない」と述べた[25]。
- 2020年3月10日、『台湾の世界保健機関及び国際民間航空機関へのオブザーバー参加を支持すること等を求める意見書』を上畠を含む神戸市議4名で議案として提出し、全会一致で可決される[26]。また、この議案可決後、駐大阪中国総領事館の張副総領事を名乗る人物より抗議を受けたとしている[27][28]。
- 2021年11月12日、実行委員会事務局長として「日台交流サミットin神戸」を開催、「神戸宣言」を採択する[29]。
- 2022年2月22日、台湾のWHOおよびICAOへの参加を支持する決議案の可決に尽力したこと、「第七回日台交流サミット in 神戸」で事務局長を務め「神戸宣言」を手掛けたことなど、鎌倉市議会議員時代から長年にわたる台日友好関係の深化へ尽力したとして、台北駐大阪経済文化弁事処の向明徳処長は上畠市議に対し「外交の友貢献賞」を授与した。[30]。

#### 外国人の生活保護に対して
- 2018年2月23日午後7:40（日本時間）、「Q.なぜ外国人生活保護の経費総額、人数が必要か？

A.外国人生活保護費にいくら経費がかかり、神戸市民に負担を強いているかを明らかにし、厚労省をはじめ国、そして世論に対し、如何に自治体の負担となっているかを訴えて、外国人生活保護を廃止させる為です！そして子育て支援事業に使いたいです。」とツイートした。
- 2018年2月23日午後7:57（日本時間）、「担当課は算出する必要がないというので説明します。

Q.なぜ外国人生活保護の経費総額、人数が必要か？
A.外国人生活保護費にいくら経費がかかり、市民に負担を強いているかを明らかにし、厚労省をはじめ国、そして世論に対し、いかに自治体の負担であるかを訴えて、外国人生活保護を廃止させる為。」とツイートした。
- 2018年2月26日午後5:48（日本時間）、「本日、登庁すると生活保護の担当課長が来られ、神戸市の外国人生活保護費に関して、受給者は２３８４世帯３３８９人で、コストとして人員ベースで58億9520万円も発生していることが分かりました。皆様のRTに感謝です。やはりかなりの負担になっています。これを基に国に対して通知の廃止を求めます。」[33]とツイートした。
- 2018年3月14日午後0:25（日本時間）、「国際人権規約(社会権規約)第二部第二条1には各締結国は規約において認められる権利の完全な実現を漸進的に達成するために～行動すると記されています。ですから漸進的に目的達成するためにその過程で外国人生活保護制度を廃止することは直ちに規約違反にならないと考えます。」[34]とツイートした。
- 2018年3月14日午後0:37（日本時間）、「一方で外国人生活保護廃止は国際人権規約違反になるという意見もありますが、私の解釈は憲法第98条の2の国際法規の遵守、第99条の憲法擁護尊重義務には違反しないと考えます。尚、憲法の適合性を最終的に判断する裁判所も外国人生活保護廃止を憲法第98条違反とした判例は未だありません。」とツイートした。
- 2018年7月11日午後7:30（日本時間）、「外国人生活保護が神戸市だけで59億円。勿論発信だけではなく廃止が目的です。 圧力もある中、拡散と世論形成が力になります。実態を知っていただき、この国の主権者である多くの日本人が考えなくてはならないと思います。知って考え広めて 参政権(被選挙権含め)を行使をする。是非宜しくお願いします。」[35]とツイートした。
- 2018年10月1日午後0:24（日本時間）、「神戸市平成31年度国家予算に対する提案・要望には『生活保護世帯の医療費の一部自己負担の導入』を求めてます。又、指定都市市長会でも久元市長が取りまとめて要請しています。人口2760万人超の指定都市市長会の声を国は重く受け止めよ！私は外国人生活保護廃止も国家予算要望に含むべく働きかけます！」[36]とツイートした。
- 2018年12月12日午後4:41（日本時間）、「本日は神戸市長 久元市長と予算懇談会。自由民主党神戸市会議員団は平成31年度予算に対する要望書を提出。要望書には私が取り組む外国人生活保護廃止に向けた見直しの要求も盛り込まれました！政令指定都市は国と直接やり取りし、基礎自治体として生活保護事務を担っています。故に私は取り組みます！」[37]とツイートした。
- 2019年1月3日午後4:42（日本時間）、「人道上一時的な援護は勿論必要ですが、恒常的に生活を営む為の生活保護措置をする必要は無いと考えています。また外国人の場合、その方の母国の政府出先である大使館や領事館が担うべきと考えます。しかしながら中国総領事館は神戸市が情報提供しても中国国民の保護を拒絶しているのが実態です。」[38]とツイートした。
- 2019年1月6日午前8:41（日本時間）、「私は外国人生活保護は自治体が担うのではなく、本来、母国大使館が保護すべきと考え廃止に取り組んでますが、自民党全体の方針ではありません。この度は私の発案で会派 自由民主党神戸市会議員団の予算要望に外国人生活保護の在り方の見直しを求めることを国に働きかける旨が初めて盛り込まれました。」[39]とツイートした。
- 2019年1月7日午後3:43（日本時間）、「具体に何がヘイトでしょうか。原資は血税。資源は有限であり国民と外国人の線引きは必要。私は外国人生活保護は廃止すべきという考えですが、勿論人道上必要な一時的な支援は必要であるし、本国に帰国できないウイグル人、法輪功学習者など『政治難民』保護は必要という考えです。優先順位の問題です。」[40]とツイートした。
- 2019年7月23日午前4:00（日本時間）、「和田政宗議員より当選御礼のお電話がありました。益々日本国の為、頑張って頂きたいです。電波オークションはもちろんのこと、私としては地方公務員法の改正や外国人生活保護廃止にも取り組んで頂きたいと思います。ご支持下さった皆様、ありがとうございました。」[41]とツイートした。
- 2019年7月25日午後7:27（日本時間）、「片山さつき国務大臣に陳情の為、内閣府を訪問。外国人生活保護廃止を目指し『外国人生活保護ならびに入国・在留許可の在り方の是正を求める要望書』を提出。神戸市の外国人生活保護額が年間59億円や中国政府が自国民の保護を放棄して神戸市へ押しつけた実態も事細かに説明。大臣も調査取り組みを約束。」[42]とツイートした。
- 2019年7月26日午前11:46（日本時間）、「国人生活保護は神戸市だけで年間59億円。全国47都道府県、1741市町村の各自治体の議員が私のように１人でも動けば実態把握と廃止に向けた大きな力になります。議員を動かすには国民たる地域住民が要望すれば良いのです。沢山の国民、沢山の議員(国・地方両方)に知って頂けるように力を貸して下さい！」と[43]ツイートした。
- 2019年7月28日午後1:23（日本時間）、「外国人生活保護廃止について会派として行うべきはご指摘の通りですが各議員に関心度や優先順位に差があり、自身の力不足を痛感します。故に大臣など実行力ある方に陳情をしています。維新の神戸市会議員にも外国人生活保護廃止に実は賛同していると言って下さる方もいるので超党派議員で取り組みます。」[44]とツイートした。
- 2019年10月2日午後10:12（日本時間）、「【拡散希望・国は外国人生活保護を放置！】私の質疑で正式に神戸市として59億円の外国人生活保護の実態と法の対象外等の問題提起を、所管する厚生労働省 矢田貝泰之保護課長(当時)に伝えたが、国は特段対応をしない事が明らかに。国は生保の実態把握し廃止すべし！詳細は動画⇒」[45]とツイートした。
- 2019年10月21日午後2:59（日本時間）、「外国人生活保護について私に対して早く廃止しろというお声があります。よくわかります。私も一刻も早く是正廃止したいです。ただ神戸市会69人の中でも正式な場で取り組むのは私1人なのです。東灘区民以外の方であれば、どうかその声を地元の国会議員、地方議員に要望して下さい。それが力になります。」[46]とツイートした。
- 2021年12月16日午後5:51（日本時間）、「外国人生活保護廃止にどうすれば良いか？との問い合わせに私としてはまず地元選出の議員を応援した上で声をあげて要求して欲しいです。応援してもやらない場合はとっとと捨てて他の議員に乗換えましょう。私を応援して下さる方は私のポスター(全国どこでも)やチラシ配布(東灘区内)を手伝って下さいませ」[47]とツイートした。
- 2021年12月18日午後11:59（日本時間）、「読解力無いですね。行政法上、外国人に対して福祉事業を禁じてはいませんが、政府にも自治体にもわざわざ福祉事業を外国人を対象にする義務も無い。故に私は緊急時の人道支援を除いて外国人生活保護は廃止すべきと考えます。神戸市だけで59億円の外国人生活保護をもっと日本国民の為に投じるべきです。」[48]とツイートした。
- 2022年6月2日午後2:17（日本時間）、「自民党本部にて高市早苗政調会長に面談。外国人生活保護ならびに入国・在留許可の在り方の是正を求める要望書を提出。神戸市の実情を説明致しました。入国時の資力審査の強化の必要性に言及され、生活保護法対象外の外国人に援用する問題も共通認識でした。外国人生活保護廃止に引き続き取り組みます。」[49]とツイートした。
- 2022年9月7日午後2:43（日本時間）、「国葬に16億6000万円

外国人生活保護に神戸市だけで年間５９億円
国会の審議もなく厚生省通達により行政措置で外国人生活保護として皆様の血税が垂れ流されている
それどころか中国政府🇨🇳は中国人の生活保護を神戸市に押しつけています。これこそ廃止すべきです！
1. 国葬反対より外国人生活保護反対」[50]とツイートした。

- 2022年9月8日午前10:34（日本時間）、「駄目なものは駄目。何か問題が？

揚げ足がとれたとでも思ってる？
外国人は生活保護法の対象外であり、外国人生活保護は廃止すべき。
一番酷いのは中国🇨🇳。
ミサイルぶっ放して中国政府は中国人の保護を神戸市役所に求めてきている。まさに国民の血税を無駄にするとはこのこと。」とツイートした。
- 2022年10月3日午前8:06（日本時間）、「外国人生活保護について私に対して早く廃止しろ！というお声があります。よくわかります。私も一刻も早く是正廃止したいです。ただ神戸市会69人の中でも正式な場で取り組むのは私1人です。東灘区民以外の方であれば、どうかその声を地元の国会議員、地方議員に要望して下さい。それが力になります。」[52]とツイートした。
- 2023年1月23日午前7:23（日本時間）、「外国人生活保護は生活保護法の対象外であることは明白。但し日本の行政法は侵害留保説によって運用されており、対象外＝法律違反とはならず、最高裁も“対象外”との判断のみの為、直ちに違法！として潰せない。故に議員は判旨を対象外の根拠として活用して“議会”で質疑して廃止への世論喚起が必須です。」[53]とツイートした。
- 2023年2月6日午後4:46（日本時間）、「勿論です！神戸市会議員で唯一、外国人生活保護や外国人の国民健康保険格安加入問題について取り組んでいるのは私です。国保については神戸市も動き出しました。外国人生保についても廃止の為に闘います。尚、浦上議員は新社会党やれいわ新選組系と会派を組み、外国人生活保護問題で対極に位置します。」[54]とツイートした。
- 2023年4月20日午後2:05（日本時間）、「私が当選して以来取り組む外国人生活保護問題について #自由民主党神戸市会議員団 の正式な令和元年度予算要望書に外国人生活保護の在り方の見直しと初めて言及、翌年度からは外国人生活保護の廃止も踏まえた見直し⇒R5年度は外国人生活保護廃止に向けてと #自民党 会派として明確に盛り込めました！」[55]とツイートした。
- 2023年5月23日午後4:43（日本時間）、「Q,不正受給者が韓国籍であると明らかにする必要があるのか？

A,あります！国民の生存権を保障する制度の生活保護法対象の国民か、法の対象外の行政措置による外国人のいずれによる不正受給か、外国人生活保護廃止や不正受給者の国はビザ緩和すべき国か否かの判断材料となる。
1. 国民の知る権利 です。」[56]とツイートした。

- 2023年11月30日午後11:42（日本時間）、「拡散するのは良いのですがこれを見た人が上畠議員わかってますか？知ってますか？どうするの？と言ってくる方がいらっしゃいます。元々私が議会で追及し公表した文書です。当たり前ですが外国人生活保護廃止に向けて私は取り組んでいます。そして廃止の為には世論喚起と議会で取り組む議員が増えなくてはなりません。なので東灘区民以外の方は是非ご自身の選挙区の議員に声をあげてほしいです。」[57]とツイートした。
- 2024年3月10日午後5:44（日本時間）、「#高市早苗 経済安全保障担当大臣に対して神戸市の地場産業たる防衛産業活性化、日本国民と中長期在留許可者たる外国籍住民との明確な区別を求めること、中国総領事館が神戸市に中国人を押しつけた事例を踏まえて外国人生活保護の廃止、神戸港における保税地域について縷々要望をさせて頂きました。」[58]とツイートした。
- 2024年6月24日午後9:03（日本時間）、「いきなり匿名でしかも出所は東京の街宣での話を根拠に聞かれて、その方に私が答えるためにわざわざ神戸市福祉局に確認して調べさせるという必要性がありません。おそらく大阪市の事例と混同しているのでは。もちろん私は外国人生活保護廃止の為に取り組んでいます。」[59]とツイートした。
- 2024年7月3日午後7:47（日本時間）、「私は外国人生活保護を廃止すべく唯一、神戸市会で取り組んでおります。決して外国人生活保護を是とする立場ではないので宜しくお願いします。」[60]とツイートした。

#### イスラム教徒に対して
- 2025年2月26日午後5:46（日本時間）、「イスラム土葬墓地整備阻止へ！神戸市には幕末から外国人墓地があり、現在も土葬可能な区画が5未満ですが存在します。市にもイスラム教徒から新規土葬墓地の要望がありますが私は以前から断固反対を伝え、今回の予算審議にあたり神戸市は今後も土葬墓地整備は行わないと方針を示したのでご安心下さい！」[61]とツイートした。
- 2025年6月14日午後4:14（日本時間）、「【拡散希望】“多文化共生”はもはや“他文化強制”といっても過言ではない。宮城県のイスラム教徒向けの土葬墓地の整備について、私は神戸市当局に対して「絶対に認めない」と申し入れ、神戸市にもイスラム団体から同様の要望が出されていますが、市としては土葬墓地を整備しない方針を明確に示しました！」[62]とツイートした。
- 2025年7月1日午後0:46（日本時間）、 「日本人ならともかく滞在が許可にしか過ぎない外国人が中国の文化だとか慣習だとかいって日本人に迷惑をかけるのは許さんってだけ。土葬についても日本人が火葬を選択しているのになぜ配慮せなならんのか。貴方が神戸市民がどうかはしらんけど神戸市では土葬はさせないし、ハラル給食も断固阻止する。」[63]とツイートした。

- 2025年7月1日午後5:07（日本時間）、「私は神戸市に対して土葬整備は不要との要請を行い、実際、神戸市はムスリム団体の要望に土葬整備はしない旨返答。神戸が誇る灘の酒を造る大切な宮水、公衆衛生を守る為にも土葬は断固阻止する。

宮城県の村井嘉浩知事、土葬墓地整備「半年から1年で探る」イスラム教徒増で」とツイートした。